# Округ Кас (Минесота)
Округ Кас (енгл. Cass County) је округ у америчкој савезној држави Минесота.

## Демографија
По попису из 2010. године број становника је 28.567, што је 1.417 (5,2%) становника више него 2000. године.
| Група             | 2000.          | 2010.          |
| Белци             | 23.377 (86,1%) | 24.383 (85,4%) |
| Афроамериканци    | 31 (0,1%)      | 61 (0,2%)      |
| Азијати           | 76 (0,3%)      | 88 (0,3%)      |
| Хиспаноамериканци | 220 (0,8%)     | 340 (1,2%)     |
| Укупно            | 27.150         | 28.567         |